# Río Irati
El Irati es un río de Navarra (España), de la zona de Auñamendi, afluente del río Aragón por su margen derecha. Sobre su cuenca está el embalse de Itoiz. Salva un desnivel desde su cota máxima (Pico de Orhi, 2.021 m s. n. m.) hasta la desembocadura (395 m) en 88 km de recorrido con una altitud media de su cuenca en los 860 m. 

## Recorrido y afluentes
Nace de la confluencia de los ríos Urtxuria y Urbeltza en la Selva de Irati, para embalsar poco después en Irabia, un remanso de agua en el corazón del bosque. Tras atravesar Aezcoa y Oroz Betelu ofreciendo estampas de gran belleza, las aguas del Irati se vuelven a embalsar en el pantano de Itoiz, ya recibidos los aportes del Urrobi y Erro. Después le afluyen el Areta y el Salazar para entrar enseguida en la impresionante garganta de la Foz de Lumbier. Finalmente, tras 88 km, su recorrido termina en Entrambasaguas, Sangüesa, en el Aragón.
Junto con el Arga son los ríos de cabecera más caudalosos de Navarra. Su régimen es nivopluvial con un periodo de altas aguas de noviembre a abril en el que destaca un máximo primario en marzo debido a la fusión nival. En general presenta existen diferencias entre periodos siendo de noviembre a abril cuando se registran los niveles más altos como consecuencia de la precipitación invernal y de la fusión nival primaveral, aportando durante este período en torno al 75% de sus aguas.
En la estación de aforo de Arive presenta un promedio histórico de 337,1 hm3/año y de 274,9 hm3/año durante los últimos 20 años. En Liédena, tras de recibir aportaciones de sus afluentes pirenaicos, el promedio histórico de aportación se fija en 1.053 hm3/año, mientras que en los últimos 20 años esta cifra se reduce a 850 hm3/año. 

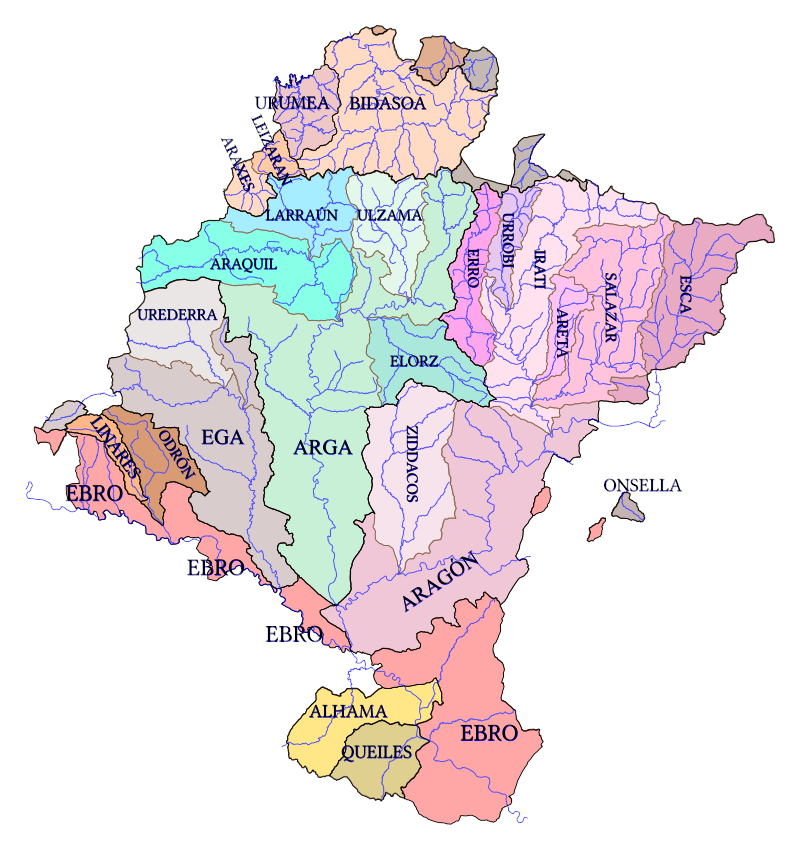
Hidrografía de Navarra - Cuencas. El Irati se sitúa a la derecha en la parte superior.

## Aprovechamiento
La riqueza y buena conservación de sus aguas, junto con la vegetación de su ribera y su población piscícola hacen que este río tenga numeroso cotos de pesca de muerte y sin muerte, así como que esté declarado por normativa europea como L.I.C. (Lugar de Interés Comunitario).
Es, probablemente, el río más usado para aprovechamiento hidroeléctrico, especialmente a partir de la inauguración de la empresa Irati S.A. (1911), que tomó su nombre para bautizar también el Ferrocarril Pamplona-Sangüesa "El Irati". En esa época se construyó el embalse de Irabia, recrecido en más de cinco ocasiones con el objetivo de garantizar el caudal para el viaje de la madera hacia el aserradero de Ecay.
A lo largo del curso del Irati todavía se puede encontrar gran abundancia de tubos, saltos, tuberías, canales y centrales que hablan de la calidad de estas construcciones.